# Cashion
Cashion és un poble dels Estats Units a l'estat d'Oklahoma. Segons el cens del 2000 tenia 635 habitants.

## Demografia
Segons el cens del 2000, Cashion tenia 635 habitants, 238 habitatges, i 177 famílies. La densitat de població era de 222,9 habitants per km².
Dels 238 habitatges en un 45% hi vivien nens de menys de 18 anys, en un 55,5% hi vivien parelles casades, en un 12,2% dones solteres, i en un 25,6% no eren unitats familiars. En el 24,8% dels habitatges hi vivien persones soles el 10,9% de les quals corresponia a persones de 65 anys o més que vivien soles. El nombre mitjà de persones vivint en cada habitatge era de 2,67 i el nombre mitjà de persones que vivien en cada família era de 3,18.
Per edats la població es repartia de la següent manera: un 32,1% tenia menys de 18 anys, un 6,8% entre 18 i 24, un 29% entre 25 i 44, un 21,3% de 45 a 60 i un 10,9% 65 anys o més.
L'edat mediana era de 35 anys. Per cada 100 dones de 18 o més anys hi havia 93,3 homes.
La renda mediana per habitatge era de 37.500 $ i la renda mediana per família de 44.844 $. Els homes tenien una renda mediana de 31.012 $ mentre que les dones 25.729 $. La renda per capita de la població era de 16.513 $. Entorn de l'11,4% de les famílies i el 15,6% de la població estaven per davall del llindar de pobresa.

## Poblacions més properes
El següent diagrama mostra les poblacions més properes.